# Trymodera aterrima
Trymodera aterrima är en skalbaggsart som beskrevs av Gerstaecker 1867. Trymodera aterrima ingår i släktet Trymodera och familjen Cetoniidae. Utöver nominatformen finns också underarten T. a. duvivieri.